# Gisselbjörnbär
Gisselbjörnbär (Rubus horridus) är en rosväxtart som beskrevs av Schultz. Gisselbjörnbär ingår i släktet rubusar, och familjen rosväxter. Inga underarter finns listade i Catalogue of Life.